# بيتر ستيتينا
بيتر ستيتينا (بالإنجليزية: Peter Stetina)‏ (و. 1987  م) هو راكب دراجة هوائية أمريكي، ولد في بولدر، كولورادو، شارك في طواف فرنسا، وسباق طواف فرنسا 2014.

## سجل الفوز

### سباقات أو مراحل فاز بها
| التاريخ        | السباق                    | المركز                        |
| -------------- | ------------------------- | ----------------------------- |
| 08 مارس 2009   | 2009 Vuelta a Mexico      | الفائز في ترتيب النقاط للشباب |
| 03 أبريل 2010  | جائزة ميغيل إندوراين 2010 | المرتبة 19 في التصنيف العام   |
| 01 مايو 2011   | طواف روماندي 2011         | الثاني في تصنيف أفضل شاب      |
| 29 مايو 2011   | طواف إيطاليا 2011         | الثالث في تصنيف أفضل شاب      |
| 15 أكتوبر 2011 | طواف لومبارديا 2011       | المرتبة 14 في التصنيف العام   |
| 27 مايو 2012   | طواف إيطاليا 2012         | السابع في تصنيف أفضل شاب      |
| 27 أغسطس 2012  | يو إس إيه برو تشالنج 2012 | التاسع في التصنيف العام       |
| 30 مارس 2013   | جائزة ميغيل إندوراين 2013 | المركز الثالث                 |
| 18 مايو 2014   | طواف كاليفورنيا 2014      | السادس في التصنيف العام       |
| 22 مايو 2016   | طواف كاليفورنيا 2016      | الخامس في تصنيف الجبال        |
| 05 سبتمبر 2016 | طواف ألبرتا 2016          | الثالث في تصنيف الجبال        |

## روابط خارجية
- بيتر ستيتينا على موقع الاتحاد الدولي للدراجات (الإنجليزية)
- بيتر ستيتينا على موقع أرشيف الدراجات (الإنجليزية)
- بيتر ستيتينا على موقع إحصائيات الدراجات الإحترافية (الإنجليزية)
- بيتر ستيتينا على موقع نسبة الدراجات (الإنجليزية)
- بيتر ستيتينا على موقع CycleBase (الإنجليزية)